# Catocala frenchii
Catocala frenchii là một loài bướm đêm trong họ Erebidae.